# Eublemma ingrata
Eublemma ingrata är en fjärilsart som beskrevs av Achille Guenée. Eublemma ingrata ingår i släktet Eublemma och familjen nattflyn. Inga underarter finns listade i Catalogue of Life.